# Смирнов, Владимир Павлович (литературовед)
Владимир Павлович Смирнов (25 сентября 1941, Калинин — 8 февраля 2024) — преподаватель, профессор, кандидат филологических наук, член Союза писателей России, член Совета секретарей Союза писателей России и автор многочисленных статей и исследований о русских писателях и поэтах.

## Биография
Родился в Калинине 25 сентября 1941 года.
В 1963 году окончил историко-филологический факультет Калининского педагогического института. В 1970 году поступил в дневную аспирантуру Литературного института имени А. М. Горького по кафедре советской литературы. С 1974 года являлся преподавателем Литературного института. Был заведующим кафедрой новейшей русской литературы, читал курсы «История русской литературы XX века (конец XIX — начало XX века)» и «Творчество В. Маяковского и русский литературный авангард». Также вёл лекционные курсы в университетах Италии, Вьетнама, Германии, Франции и высших учебных заведениях России, Белоруссии. Член редакционных коллегий журнала «Русская провинция», газеты «Гражданин России».
Кроме преподавательской деятельности Владимир Смирнов являлся автором статей и исследований о Бунине, Анненском, Маяковском, Пастернаке, Г. Адамовиче, Г. Иванове, Ходасевиче, Набокове, Цветаевой, Хлебникове, Гумилеве, А. К. Толстом, Заболоцком, Твардовском, Л. Мартынове и других поэтах и прозаиках XIX—XX веков, современных русских писателях. Подготовил первую публикацию в СССР стихотворений Георгия Иванова (журнал «Знамя», 1987). Составитель и комментатор сочинений (в различных издательствах Москвы) Бунина, Анненского, Мандельштама, Набокова, Гумилева, Георгия Иванова, Цветаевой, Хлебникова и др. Член редколлегии, составитель раздела, автор вступительной статьи к нему в антологии «Поэзия России. XX век» (Олма-пресс). Автор и ведущий программы «Художник и время» (радио «Резонанс»).
Владимир Смирнов — лауреат литературной премии «Традиция» Союза писателей России (1998), Всероссийской литературной премии имени И. А. Бунина (2000), литературно-театральной премии «Хрустальная роза Виктора Розова» (2001).
Похоронен на Дмитрово-Черкасском кладбище, вблизи Твери.